# Lepanthes vulpina
Lepanthes vulpina là một loài thực vật có hoa trong họ Lan. Loài này được Luer & Sijm mô tả khoa học đầu tiên năm 2002.